# Киселёвы
Киселёвы — древний русский графский и дворянский род, к которому принадлежал граф П. Д. Киселёв (1788—1872), известный дипломат и реформатор.
Род внесён в VI часть родословной книги Московской и Пензенской губерний Российской империи (Гербовник, III, 9). Другие семнадцать дворянских родов Киселёвых более позднего происхождения.

## Происхождение и история рода
Род известен (с 1113-1125).
Предок фамилии Киселёвых, Свентольдий Кисель, в древнейшие времена при владении великого князя киевского Владимира Мономаха, был полководцем и оказывал знатные услуги. Потомки сего Свентольда сначала Польше, а потом российскому престолу служили дворянскую службу.
Иван Александрович Киселёв воевода в Великом Устюге (1452). Его племянник Фёдор Михайлович собирал для Ивана III налоги с казанцев. Семеро Киселёвых убиты при взятии Казани. Степан Фёдорович Киселёв служил (1578) в Муроме.
Его сыновья — два Ивана (Большой и Меньшой) и Михаил — московские дворяне. Из внуков Леонтий Иванович Киселёв воевода в Юрьев-Польском (1676). Внучатный племянник последнего, Иван Алексеевич (1711—1766), товарищ (заместитель) московского губернатора. Его сын Дмитрий (1761—1820) помощник начальника Оружейной палаты.
В Боярской книге записаны Меньшие-Киселёвы.

## Графы Киселёвы
Из сыновей Дмитрия Ивановича Павел (1788—1872) — русский государственный деятель, генерал от инфантерии (1834), министр государственных имуществ (1837). Кавалер ордена Святого апостола Андрея Первозванного (1841), получил графское достоинство, которое после его смерти было передано в 1873 его племяннику, Павлу Сергеевичу Киселёву.
Племяннику графа, А. С. Киселёву, принадлежало подмосковное имение Бабкино, где проживал А. П. Чехов. (1885-1887) Впечатления от оскудевшего дворянского имения отразились в рассказе «У знакомых» (1897).
Следует также отметить, что согласно дворянской традиции Российской империи все потомки Павла Дмитриевича Киселёва носят графский титул. 

## Описание герба
Киселёвы считали себя одного корня с польскими шляхтичами Киселями и оттого использовали польско-литовский герб Кисель.
Герб дворян Киселёвых
В щите, имеющем красное поле, изображены серебряная Палатка и над нею серебряный и чёрного цвета Балдахин, имеющий на поверхности золотой Крест. Щит увенчан обыкновенным Дворянским шлемом с Дворянскою на нём Короною, на которой поставлены три кирпичные Столба украшенные венцами, из коих средний прочих двух выше. Намёт на щите красной подложенный серебром. Герб рода Киселёвых внесён в Часть 3 Общего гербовника дворянских родов Всероссийской империи, стр. 9.
Герб графа Киселёва

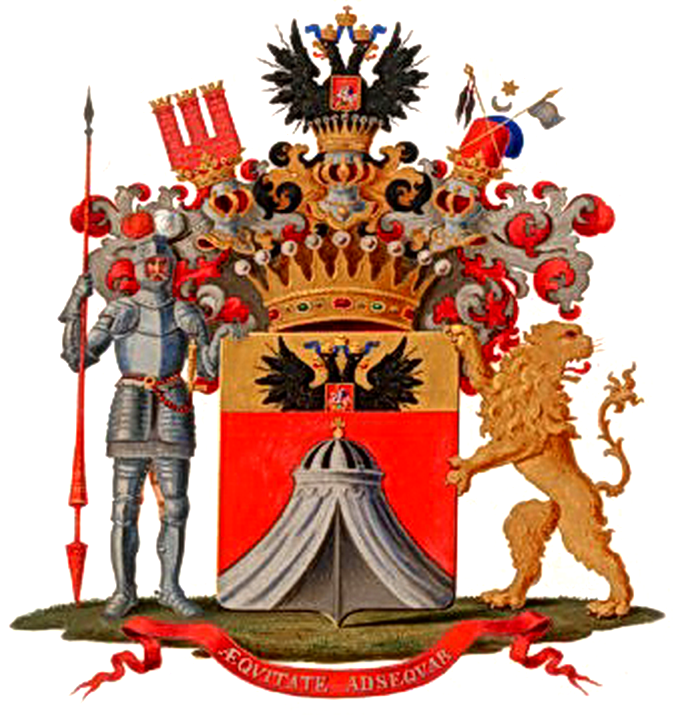
Герб графа Киселёва (ОГ XI, 12)

В червлёном поле серебряная палатка, крыша которой украшена четырьмя чёрными полосами и увенчана золотым крестом. В золотой главе щита возникающий Императорский Орёл, с Московским гербом на груди.
Щит увенчан Графскою короною и тремя графскими шлемами, из которых средний, украшен Графскою а боковые дворянскими коронами. Нашлемники: средний — возникающий Императорский Орел, с Московским гербом на груди, правый — три червлёные, с серебряными швами, столба, увенчанные тремя золотыми о трёх зубцах стенными коронами; левый — червлёная турецкая феска с лазоревою кистью, увенчанная золотою о шести лучах звездою, на серебряном полумесяце; на феске положены крестообразно, чёрный о двух концах бунчук и серебряное знамя, древки которых золотые. Намёты: средний — чёрный с золотом, боковые — червлёные с серебром. Щит держат рыцарь в серебряных латах: с червлёными поясом и шлемом, украшенным серебряным и чёрным страусовыми перьями и держащий в правой руке червлёное с серебряным остриём копьё и, золотой с обращённою головою, с червлёными глазами и языком лев. Девиз: «Equitate adsequar», серебряными буквами на червленой ленте. Герб графа Киселёва внесён в Часть 11 Общего гербовника дворянских родов Всероссийской империи, стр. 12.

## Известные представители
- Киселёвы: Михаил и Алексей Васильевичи, Григорий, Андрей и Андрей Ивановичи, Игнатий Алексеевич. Осип Михайлович — убиты при взятии Казани (02 октября 1552), их имена вписаны в синодик московского Успенского собора на вечное поминовение.
- Киселёв Иван Степанович Большой — воевода в Ельце (1626—1627), московский дворянин (1627—1640) (ум. 1648).
- Киселёв Фёдор Афанасьевич — Муромский городовой дворянин (1627—1629).
- Киселёв Фёдор — воевода в Пронске (1627).
- Киселёв Михаил Степанович — московский дворянин (1629—1640).
- Киселёв Иван Степанович Меньшой — московский дворянин (1636—1640).
- Киселёв Владимир Семёнович — московский дворянин (1640).
- Киселёв Леонтий Иванович — воевода в Юрьеве-Польском (1675—1678).
- Киселёвы: Трофим Михайлович и Степан Иванович — стряпчие (1676), стольники (1686—1692).
- Киселёвы: Иван Леонтьевич и Алексей Иванович — стряпчие (1658—1692).
- Киселёв Леонтий Иванович — московский дворянин (1658—1677).[4].
- Киселёв — прапорщик лейб-гвардии Егерьского полка, убит в Бородинском сражении (1812), его имя занесено на стену храма Христа Спасителя[2][3].

## Подданство
Род возник на территории Киевской Руси в XII веке. С той самой поры Киселёвы были подданными следующих государств:
- Киевская Русь
- Королевство Русское
- Царство Русское
- Российская Империя